# Joanna Wojciechowicz

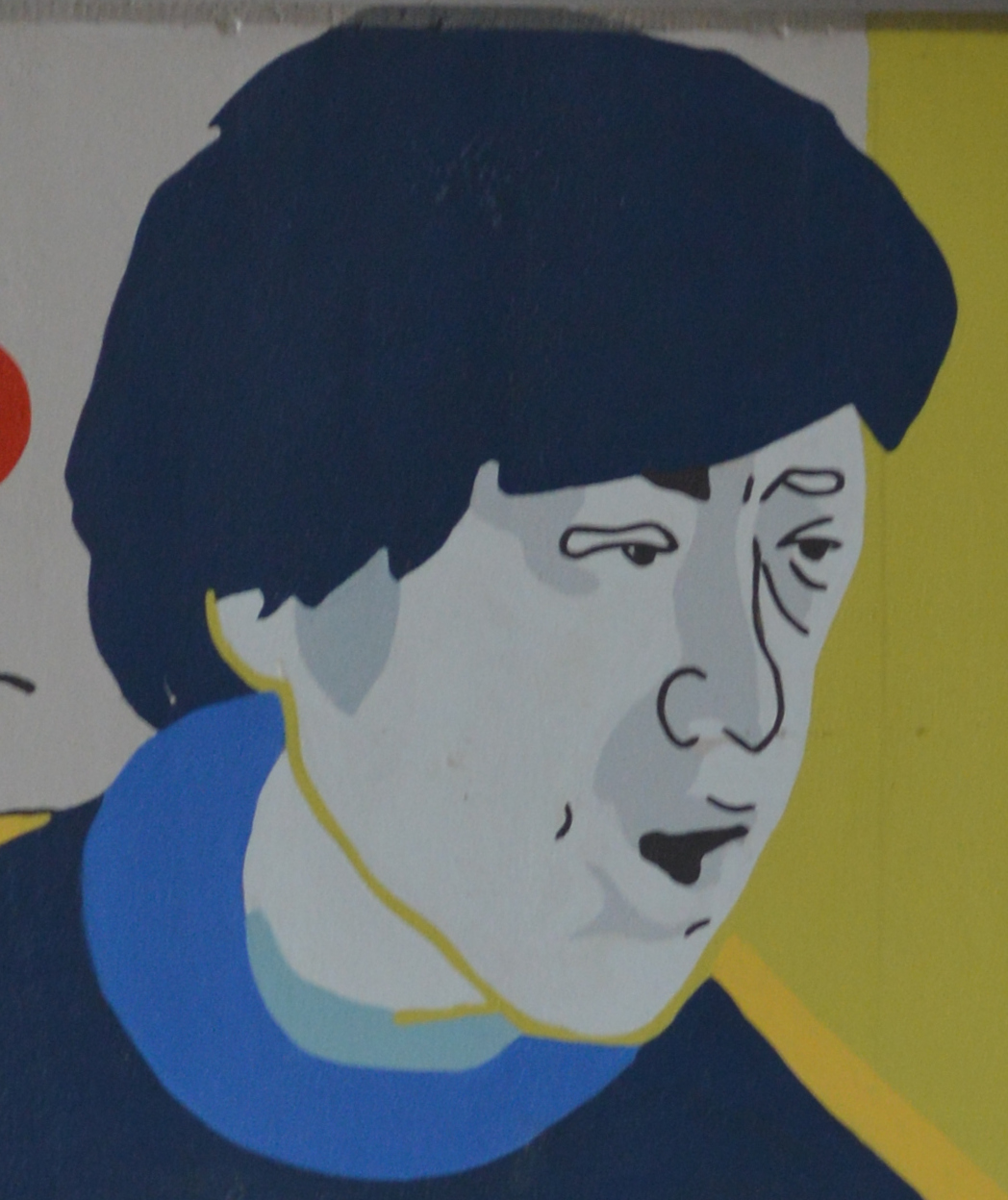
Wizerunek Joanny Wojciechowicz na muralu „Kobiety Wolności” w Gdańsku

Joanna Elżbieta Wojciechowicz z domu Kaliszczak (ur. 4 listopada 1944 w Ostrowcu Świętokrzyskim) – polska architektka, działaczka opozycyjna w okresie PRL. 

## Życiorys
Joanna Wojciechowicz w 1970 ukończyła studia na Wydziale Architektury Politechniki Gdańskiej.
W latach 1970–1977 pracowała jako projektantka w Miejskiej Pracowni Urbanistycznej w Gdańsku, a w latach 1977–1980 w Wydziale Architektury Urzędu Miasta Gdańska.
W 1979 zaczęła współpracę z Wolnymi Związkami Zawodowymi Wybrzeża i Ruchem Młodej Polski. W sierpniu 1980 uczestniczyła w strajku w Stoczni Gdańskiej. Była łączniczką między rejestrującymi się w Międzyzakładowym Komitecie Strajkowym zakładami a Prezydium MKS oraz tłumaczką z angielskiego dla zachodnich dziennikarzy. Od września 1980 należała do NSZZ „Solidarność”. W październiku–listopadzie 1980 kierowała Pracownią Plastyczną Międzyzakładowego Komitetu Założycielskiego w Gdańsku, od października 1980 w tamtejszym Dziale Rozpowszechniania Informacji. We wrześniu 1980 z Mieczysławem Cholewą, Ryszardem Czajkowskim i synem Michałem (ur. 1964, ojciec – Piotr) współzakładała Radiową Agencję „Solidarność” (RAS) przy gdańskim MKZ. Od lutego 1981 była zaangażowana w Komitet Obrony Więzionych za Przekonania w Gdańsku.
13 grudnia 1981 została internowana, a następnie osadzona w obozach w Strzebielinku, Bydgoszczy-Fordonie, Gołdapi, Darłówku (współtworzyła tam gazetkę „Internowanka”). Zwolniona 23 lipca 1982. Internowany został także jej syn Michał. 23–27 grudnia 1984 uczestniczyła w głodówce w kościele św. Stanisława Kostki w Gdańsku przeciwko aresztowaniu Andrzeja Gwiazdy. W maju 1988 wraz z Barbarą Madajczyk-Krasowską, Sławomirem Majewskim, Edmundem Krasowskim i Joanną Urban odpowiadała za obsługę informacyjną strajku w Stoczni Gdańskiej. Jej mieszkanie służyło wówczas za punkt kontaktowy dla zachodnich dziennikarzy. Następnie współzakładała Gdańską Agencję Informacyjną (GAI), którą kierowała od maja 1988 do czerwca 1989. Wśród jej pracowników w GAI znaleźli się między innymi Jacek i Jarosław Kurscy oraz Piotr Semka. W sierpniu 1988 podczas strajków w Trójmieście jej mieszkanie i parafia św. Brygidy w ramach GAI ponownie odgrywały role centrum informacyjnego dla zagranicznych dziennikarzy. W lutym–maju 1989 była współorganizatorką protestów w Trójmieście przeciwko budowie elektrowni jądrowej w Żarnowcu.
W 1989 wyjechała do Stanów Zjednoczonych, gdzie bywała już w latach 70. Wcześniej do USA przeprowadził się jej syn. Do 2004 pracowała jako tłumaczka medyczna i opiekunka chorych w Seattle oraz w Mukilteo. Następnie pracowała na ranczu w Corvallis, które później prowadziła. W 2014 wróciła do Polski. Przez cztery lata jej mężem był Guy Kramer, Amerykanin pochodzenia polskiego.
W 2022 wydała w formie książkowej Wspomnienia 1948–2021.
Wojciechowicz była jedną z osób, których wizerunek znalazł się w 2019 na muralu „Kobiety Wolności” na stacji PKM Strzyża w Gdańsku. Jedna z bohaterek wydanej w 2016 książki Anny Herbich Dziewczyny Solidarności.
Za działalność opozycyjną została odznaczona Krzyżem Oficerskim Orderu Odrodzenia Polski (2006) oraz Krzyżem Wolności i Solidarności (2016).
Córka Zbigniewa i Anny.